# Humba Täterä
Humba Täterä (auch Das Humbta-Tätärä) ist ein Fastnachtslied des „singenden Dachdeckermeisters“ Ernst Neger aus der Mainzer Fastnacht im Jahr 1964. Als Fangesang ist das Lied auch Teil der Fußballkultur geworden.

## Text und Melodie
Das Lied wurde vom Mainzer Komponisten Toni Hämmerle (1914–1968) in den Jahren 1963/1964 geschrieben. Die Melodie des Refrains ähnelt der des Liedes der Weltjugend des sowjetischen Komponisten Anatoli Nowikow (1896–1984) aus dem Jahr 1947. Dieses Weltjugendlied gehörte zu den bekanntesten Liedern der kommunistischen Jugendorganisationen, wie der Freien Deutschen Jugend in der DDR. Dem Komponisten Hämmerle brachte das Lied bis zu seinem Tod 1968 rund 60.000 Mark an Tantiemen ein. Aufgrund des Eisernen Vorhangs, aber auch weil trotz einer gewissen Ähnlichkeit des Refrains kein Plagiat vorlag, wurde Nowikow daran niemals beteiligt.

## Erfolge
Die Erstaufführung des Lieds am 5. Februar 1964 in der ARD-Fernsehsendung Mainz wie es singt und lacht führte zu einer einstündigen Überziehung der Übertragung, weil sich das Saalpublikum nicht beruhigen konnte und immer weiter sang.
Es war der größte überregionale Hit, den Neger für sich verbuchen konnte. Im März 1964 erreichte er unter dem Titel Das Humbta-Tätärä die Top 20 der deutschen Charts. Unter den 111 größten Fastnachtshits, die das SWR Fernsehen zusammen mit SWR4 in der Fastnachtssaison 2009 zur Auswahl stellte, landete der Titel auf Platz 3.

## Adaptionen

### Billy Mo
Den Titel hatte auch Billy Mo 1964 zusammen mit Ernst Neger aufgenommen, diese Version war ebenfalls erfolgreich.

### Fangesang der Fußballkultur
In der Fußballkultur ist das Humba mindestens seit den späten 1980er-Jahren als Fangesang in Gebrauch. Wie der DEFA-Dokumentarfilm … und freitags in die „Grüne Hölle“ belegt, stimmten die Fans des 1. FC Union Berlin das Humba bereits in der DDR-Oberliga-Saison 1987/88 an. Dabei, wie später manchmal auch von Fans anderer Fußballvereine, wurde das Wort „Humba“ durch „Uffta“ ersetzt. Diese Form des Humbas wurde bei der Fußball-Europameisterschaft 2008 durch Lukas Podolski auch über die Grenzen Deutschlands hinaus bekannt. Ab Anfang der 1990er Jahre wurde das Humba auch von den Fans des 1. FSV Mainz 05 nach einem Sieg zelebriert.
Vor der Darbietung des Liedes erfolgt heute meist ein gemeinsames Hinsetzen der stehenden Fans und ein Skandieren der Buchstaben H-U-M-B-A mit eingefügten Jubelparolen für den eigenen Verein und Rivalenschmähungen im Zusammenspiel mit einem Vorsprecher und der antwortenden Masse. Auf diese folgt schließlich das von ekstatischem Hüpfen begleitete Singen des Humba Täterä. Oft wird dieses Ritual auch nach Siegen gemeinsam mit der Mannschaft begangen.

## Trivia
Wie Der Spiegel in seinen Nachrufen auf Toni Hämmerle und Ernst Neger meldete, mussten seinerzeit deutsche Entwicklungshelfer in Afrika angeblich Einheimische darüber aufklären, dass der Titel nicht die deutsche Nationalhymne sei.
Das Lied ist Namensgeber der Mainzer Fastnachtsband Die Humbas, die ihre Auftritte häufig mit Thomas Neger absolvieren, dem Enkel von Ernst Neger.